# Paleopatología

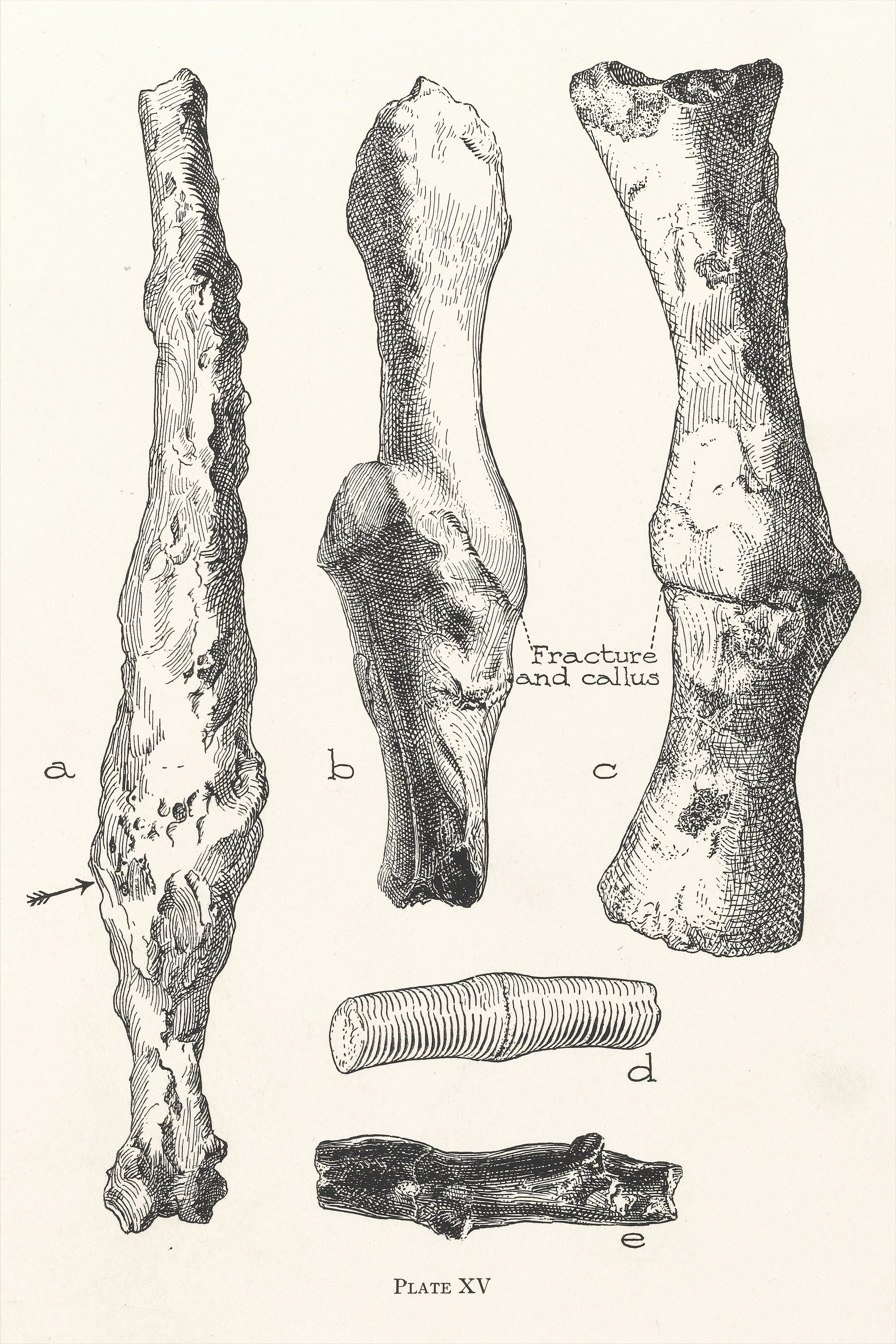
Ejemplo de evidencia de fracturas soldadas en restos óseos del Pérmico

La Paleopatología es la disciplina científica que estudia las enfermedades padecidas por personas o animales en la antigüedad y su evolución. Estas enfermedades son analizadas a través del estudio de vestigios hallados en los huesos, dientes, restos orgánicos e inmediaciones donde se hallan dichos restos. Las investigaciones paleopatológicas son de carácter interdisciplinario, articulando aportes de la medicina, la biología, la arqueología y la antropología, entre otras.
Los materiales estudiados en Paleopatología, son principalmente restos óseos obtenidos en cuevas y excavaciones de yacimientos y antiguas necrópolis, fosilizados o no, momias conservadas en forma espontánea gracias a la sequedad del ambiente o bien embalsamadas por diversos procedimientos artificiales conocidos por diversas culturas en todos los continentes. Además de restos provenientes de contextos arqueológicos, los estudios paleopatológicos pueden realizarse a partir de huesos y dientes que forman parte de una colección osteológica de referencia.
Como medio indirecto, es posible valerse de pinturas rupestres o bien otras representaciones realizadas por la mano del ser humano, como las tallas en piedra, que proporcionan un material muy variado y valioso para el conocimiento de las enfermedades en la antigüedad. Otra fuente de información son los coprolitos (restos conservados de materia fecal) en los que se ha podido demostrar la existencia de huevos de parásitos intestinales conservados a través del tiempo. Entre los restos arqueológicos de utilidad se incluyen variados instrumentos quirúrgicos, prótesis, vasijas con substancias medicamentosas, pinturas en paredes y sarcófagos que representan diversos tipos de antiguas lesiones o deformaciones del cuerpo humano. Gracias a estos y otros materiales, desde la antropología médica y la paleopatología ha sido posible reconstruir la existencia de enfermedades y lesiones tan distantes en el tiempo como las halladas en los reptiles del Pérmico, anteriores a la aparición del humano sobre la tierra, y más tarde lesiones y enfermedades sufridas por los homínidos, australopitecos, hombres paleolíticos y neolíticos, neanderthales y cromagnones, así como animales coetáneos a estos, para llegar a poblaciones momificadas de Egipto y Perú o las poblaciones prehistóricas de América, Eurasia, África y Oceanía.

## Generalidades
El término paleopatología es una composición entre la palabra griega paleo- que significa "viejo" y patología (que a su vez proviene de pathos que significa "sufrimiento"). Campillo, en su obra Paleopatología: La enfermedad no escrita (2003), comenta que la primera definición de este término fue planteada por Shufeldt en 1882, y publicada en 1885 en el segundo volumen del Standard Dictionary; este investigador se refería a la paleopatología como «la ciencia de las condiciones patológicas presentes en los órganos de los animales extintos y petrificados».
Luego de transcurrir cierto tiempo, esta definición expuesta por Shufeldt sufrió algunas modificaciones, entre estas se encuentra la que propuso Sir Marc Armand Ruffer, la cual ha resultado ser la más aceptada: «es la ciencia que ha podido demostrar la presencia de enfermedades en los restos humanos y de animales de los tiempos antiguos».
No obstante, en revisiones bibliográficas se pueden hallar otras definiciones de la disciplina, como «se entiende principalmente al estudio de los rastros de enfermedad dejados en fósiles y momias. Incluye también el estudio de los signos relacionados con la enfermedad en objetos arqueológicos», que se puede localizar en Paleomedicina. Historia de la Medicina. Medicina arcaica mágico-tradicional. Papiros médicos. Roma. Grecia. Edad Media, un portal de la web. En este mismo material se puede apreciar la diferencia fundamental entre la paleopatología y la paleomedicina, la cual ya la primera ha sido definida, y la segunda se refiere a «…las huellas de una acción médica dejadas en fósiles, momias y objetos arqueológicos».